# Medeltida träkyrkobyggnader i Sverige
Medeltida träkyrkobyggnader i Sverige finns idag kvar bara i ett fåtal exemplar.
År 2007 fanns tolv återstående medeltida träkyrkor i Sverige kvar i original och på ursprunglig plats. Av dessa är Hedareds stavkyrka från 1500-talets första år en stavkyrka och övriga elva är timrade.
Därutöver har Historiska museet i Stockholm den nedmonterade medeltida stavkyrkan från Hemse på Gotland.

## Kyrkor
- Tångeråsa kyrka i Närke  59°6′35″N 14°48′25″Ö / 59.10972°N 14.80694°Ö
- Tidersrums kyrka  i Östergötland, från 1200-talet 57°55.594′N 15°29.672′Ö / 57.926567°N 15.494533°Ö
- Granhults kyrka i Småland, från 1200-talet 57°2′49.67″N 15°12′29.02″Ö / 57.0471306°N 15.2080611°Ö
- Haurida kyrka i Småland, från 1200- eller 1300-talet 57°53′25.25″N 14°31′21.4″Ö / 57.8903472°N 14.522611°Ö
- Pelarne kyrka i Småland, från 1200-talet 57°37′37.7″N 15°42′44.8″Ö / 57.627139°N 15.712444°Ö
- Stenberga kyrka i Småland, från 1300-talet 57°19′20″N 15°25′10″Ö / 57.32222°N 15.41944°Ö
- Vireda kyrka i Småland, från 1300-talet 57°54′55.8″N 13°1′39.4″Ö / 57.915500°N 13.027611°Ö
- Brämhults kyrka i Västergötland, från 1400-talet 57°44′8.5″N 14°38′0.1″Ö / 57.735694°N 14.633361°Ö
- Hedareds kyrka i Västergötland, från 1500-talet 57°48′32″N 12°44′47″Ö / 57.80889°N 12.74639°Ö
- Älgarås kyrka i Västergötland, från 1400-talet 58°48′2.85″N 14°15′24.8″Ö / 58.8007917°N 14.256889°Ö
- Hammarö kyrka i Värmland, från 1300-talet 59°20′8.35″N 13°31′14.7″Ö / 59.3356528°N 13.520750°Ö

Av dessa kyrkor är Tångeråsa kyrka, Tidersrums kyrka och Granhults kyrka, alla från 1200-talet, de mest välbevarade. De övriga är mer eller mindre tillbyggda och förändrade efter medeltiden.
Det finns också ett fåtal repliker av stavkyrkor på några platser i Sverige, bland andra den rekonstruerade Skaga kyrka (58°44′53.65″N 14°25′23.2″Ö / 58.7482361°N 14.423111°Ö).
En rekonstruktion av den 2001 nedbrända Södra Råda gamla kyrka(59°00′14″N 14°12′15″Ö / 59.0040°N 14.2041°Ö) från 1300-talet pågår sedan 2007.